# 16. Königlich Bayerische Reserve-Infanterie-Brigade
Die 16. Reserve-Infanterie-Brigade war ein Großverband der Bayerischen Armee im Ersten Weltkrieg.

## Geschichte
Die Brigade wurde Ende Dezember 1914 im Zuge der Errichtung der 8. Reserve-Division aufgestellt. Sie wurde während des Ersten Weltkriegs zunächst im Westen verwendet.

### 1915
Am 21. Januar 1915 verlegt der Großverband an die Front in den Vogesen, wo sie vom 19. bis 22. Februar in der ersten Schlacht bei Münster schwere Verluste erlitt. Das Ziel, die Berge Barrenkopf, Kleinkopf und Combekopf zu erobern, wurde nicht erreicht. Vom 21. März bis 1. Juni war die Brigade in Stellungskämpfe verwickelt, die durch Sturmunternehmen, Spähtrupp-Einsätze und Artillerieduelle geprägt waren. Anfang Juni 1915 wurde die Brigade an die Ostfront nach Galizien verlegt, wo sie an der Durchbruchsschlacht von Lubaczów teilnahm und vom 17. bis 22. Juni in der Schlacht bei Lemberg kämpfte.
Anfang Juli kehrte die Brigade in die Vogesen zurück und musste vom 20. Juli bis 14. Oktober 1915 in der zweiten Schlacht bei Münster schwere französische Angriffe abwehren. Danach folgten erneute Stellungskämpfe bis Juli 1916.

### 1916
Im Juli 1916 wurde die Brigade zur Schlacht an der Somme verlegt, wo sie bei Barleux stationiert war und schwere Verluste erlitt. Sie blieb bis zum 30. August an der Somme und kämpfte anschließend bis zum 24. September in Stellungskämpfen bei Roye-Noyon. Im November 1916 wurde die Brigade nach Siebenbürgen verlegt, um an den Kämpfen in Rumänien teilzunehmen.

### 1917
Die Brigade kämpfte bis Juli 1917 weiterhin in Siebenbürgen und Rumänien, bevor sie ab dem 15. Juli an der Lomnica (heutige Slowakei) kämpfte. Nach dieser kurzen Episode wurde die Brigade an die Ostfront verlegt, wo sie in Ostgalizien, der Bukowina und Polen kämpfte. Im Oktober 1917 kehrte die Brigade an die Westfront zurück und nahm ab dem 22. Oktober 1917 an der Herbstschlacht in Flandern, auch bekannt als die Schlacht bei Passchendaele, teil.

### 1918
Vom 22. März bis 8. April 1918 hielt die Brigade die Stellung in Artois und Französisch-Flandern. Vom 9. bis 18. April war sie an der Schlacht bei Armentières beteiligt. Anschließend folgten Stellungskämpfe in Französisch-Flandern bei Richecourt, Seicheprey und Flirey, die bis zum 4. Juli andauerten.
Vom 5. bis 14. Juli 1918 kämpfte die Brigade in der Gegend um Reims. Vom 15. bis 17. Juli nahm sie an der Angriffsschlacht an der Marne und in der Champagne teil. Im Anschluss kämpfte sie in der Abwehrschlacht zwischen Soissons und Reims vom 18. bis 25. Juli, bevor sie in Rückzugskämpfe verwickelt wurde.
Im November 1918 fiel die Brigade auf die Antwerpen-Maas-Stellung zurück. Vom 12. bis 21. November marschierte die Brigade zurück in die Heimat, wo sie nach dem Waffenstillstand aufgelöst wurde.

## Gliederung vom 26. Dezember 1914
- Reserve-Infanterie-Regiment 22
- Reserve-Infanterie-Regiment 23

## Kommandeure
| Dienstgrad   | Name              | Datum                                |
| ------------ | ----------------- | ------------------------------------ |
| Generalmajor | Maximilian Jehlin | 26. Dezember 1914 bis 12. April 1917 |
| Oberst       | Ernst d'Alleux    | 12. April 1917 bis 27. August 1918   |
| Oberst       | Oskar Maser       | 27. August bis 25. September 1918    |
| Oberst       | Ernst d'Alleux    | 25. September 1918 bis Kriegsende    |